# 16 stycznia
16 stycznia jest 16. dniem w kalendarzu gregoriańskim. Do końca roku pozostało 349 (w latach przestępnych 350) dni.

## Święta
- Imieniny obchodzą: Furzeusz, Gonsalwy, Hilary, Honorat, Joanna, Marceli, Otto, Otton, Piotr, Treweriusz, Trzebowit, Tycjan, Tycjana, Waleriusz, Włodzimierz, Włodzimir i Włodzimira
- Tajlandia – Dzień Nauczyciela
- Wspomnienia i święta w Kościele katolickim[1][2] obchodzą:
  - św. Berard i towarzysze: Piotr z San Gemini, Otto, Akursjusz i Adiut (pierwsi męczennicy franciszkańscy)
  - św. Furzeusz (benedyktyński misjonarz)
  - św. Honorat z Arles (biskup)
  - św. Joanna z Balneo (dziewica)
  - bł. Józef Tovini (tercjarz)
  - św. Józef Vaz (oratorianin)
  - św. Marceli I (papież i męczennik)
  - Uczczenie czcigodnych okowów św. Piotra Apostoła (w Kościele neounickim[3])

## Wydarzenia w Polsce
- 1407 – Książę raciborski Jan II Żelazny ożenił się z Heleną Korybutówną.
- 1593 – Król Zygmunt III Waza zwołał pospolite ruszenie szlachty ze wschodnich województw w celu zdławienia kozackiego powstania hetmana Krzysztofa Kosińskiego.
- 1734 – Wojna o sukcesję polską: wojska rosyjskie zajęły Toruń.
- 1796 – W Raciborzu otwarto Most Zamkowy nad Odrą.
- 1816 – Dekretem namiestnika gen. Józefa Zajączka został wprowadzony nowy podział administracyjny Królestwa Polskiego.
- 1919:
  - Gen. Józef Dowbor-Muśnicki przejął od majora Stanisława Taczaka dowództwo nad powstaniem wielkopolskim.
  - Ignacy Jan Paderewski został mianowany premierem i równocześnie ministrem spraw zagranicznych.
- 1942:
  - Pierwsi Żydzi z łódzkiego getta zostali wywiezieni do obozu zagłady w Chełmnie nad Nerem.
  - Z obozu zagłady w Chełmnie nad Nerem zbiegł pierwszy znany z nazwiska więzień, którym był Abraham Rój.
- 1945:
  - Armia Czerwona zdobyła miasta: Częstochowę, Żyrardów, Radom, Radomsko, Końskie, Iłża i Szydłowiec.
  - W Ostrowcu Świętokrzyskim komunista, oficer AL i nowo mianowany wojewoda kielecki Jan Foremniak wraz z kilkoma wspólnikami dokonał napadu rabunkowego na prywatne mieszkanie, podczas którego został zastrzelony przez żołnierza AK Stanisława Kosickiego. Wydarzenie to, po spreparowaniu przez propagandę komunistyczną, stało się kanwą powieści Jerzego Andrzejewskiego Popiół i diament.
  - Zlikwidowano obóz koncentracyjny w Płaszowie. Ostatni więźniowie zostali wywiezieni do obozu Auschwitz-Birkenau.
- 1949 – Dokonano oblotu szybowca IS-B Komar
- 1957 – Zrzeszenie Sportowe Kolejarzy Poznań przemianowano na Klub Sportowy Lech Poznań.
- 1959 – Utworzono Kampinoski i Karkonoski Park Narodowy.
- 1961 – Na Wawel powróciły z Kanady skarby królewskie, wśród których znajdowały się wawelskie arrasy.
- 1968 – Władze państwowe podjęły decyzję o zawieszeniu przedstawień Dziadów Adama Mickiewicza w reżyserii Kazimierza Dejmka.
- 1980 – Premiera filmu wojennego Godzina „W” w reżyserii Janusza Morgensterna.
- 1981 – Odsłonięto pomnik Stefana Starzyńskiego w Ogrodzie Saskim w Warszawie (później przeniesiony na Saską Kępę).
- 1992 – W Warszawie odbyła się uroczystość wymiany dokumentów ratyfikacyjnych traktatu o dobrym sąsiedztwie między Polską a Niemcami.
- 1998 – Odbyła się pierwsza gala rozdania Telekamer Tele Tygodnia za najlepsze osiągnięcia telewizyjne.
- 2002 – Rozpoczęła się dwudniowa oficjalna wizyta prezydenta Rosji Władimira Putina.
- 2009 – Odbył się ostatni lot będącego na wyposażeniu Sił Powietrznych RP samolotu transportowego An-26
- 2019 – Uruchomiono usługę asystent Google w języku polskim.

## Wydarzenia na świecie

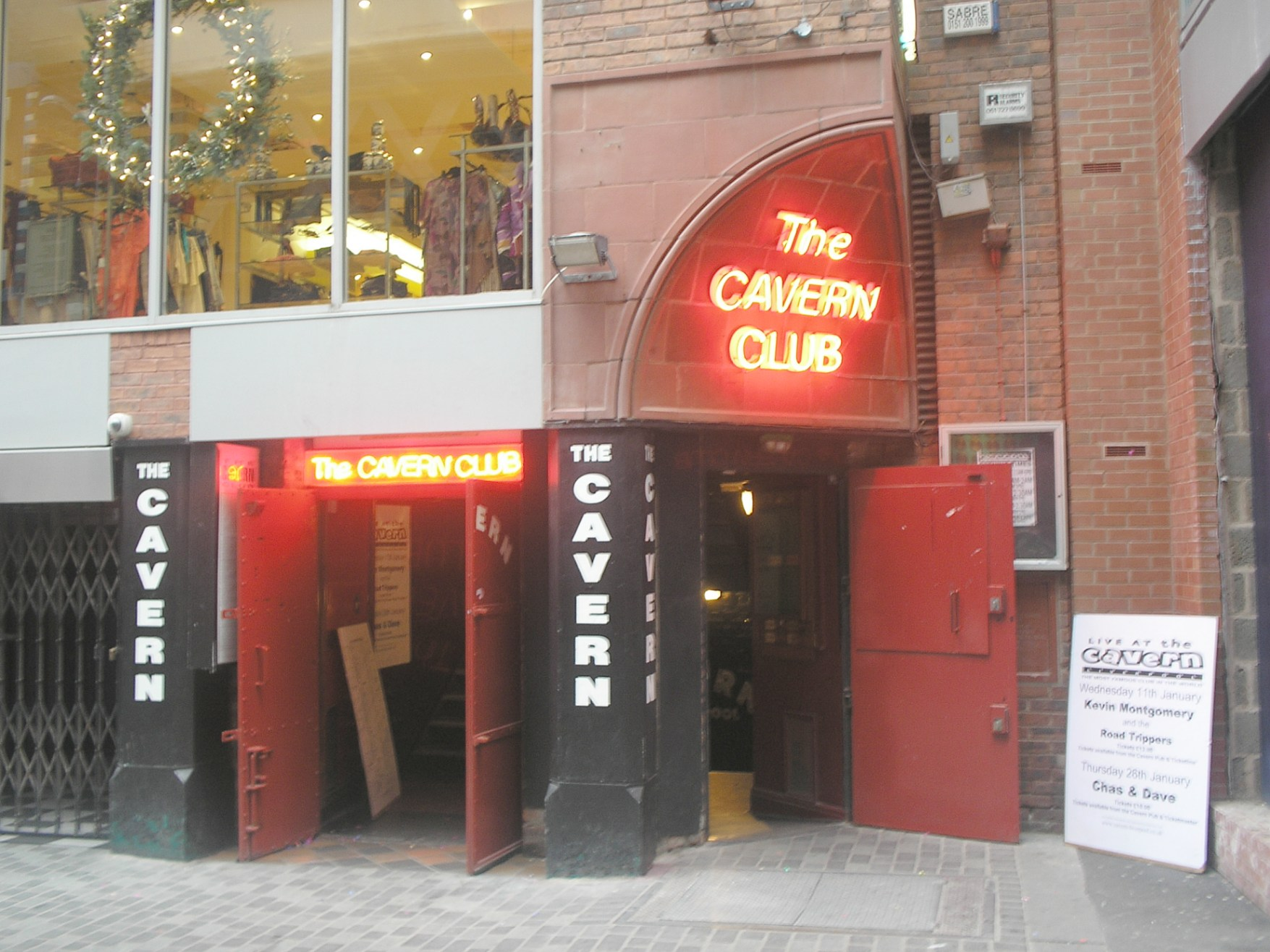
Cavern Club w Liverpoolu współcześnie

- 27 p.n.e. – Senat rzymski nadał cesarzowi Oktawianowi tytuł augusta.
- 378 – Wojna o dominację na Jukatanie: wojska Teotihuacánu pod wodzą Siyaj K'ak'a(inne języki) zajęły Tikál.
- 550 – Wojska ostrogockie pod wodzą Totili wkroczyły do Rzymu.
- 929 – Dotychczasowy emir Abd ar-Rahman III przyjął tytuł kalifa Kordoby.
- 1120 – Odbył się synod w Nablusie.
- 1362 – Potężny sztorm na Morzu Północnym spowodował śmierć co najmniej 25 tys. osób na terenach nadbrzeżnych Anglii, Holandii, Niemiec i Danii.
- 1387 – Zwłoki Elżbiety Bośniaczki, uduszonej kilka dni wcześniej byłej królowej Polski i Węgier i późniejszej regentki Węgier i Chorwacji, zostały wywieszone na wieży zamku Novigrad nad Morzem Adriatyckim, otoczonego przez wojska cesarza rzymskiego Zygmunta Luksemburskiego i sprzymierzone siły weneckie. Jednocześnie obrońcy zamku, stronniccy otrutego na polecenie Elżbiety króla Neapolu i Węgier Karola III z Durazzo, zagrozili uduszeniem jej córki i żony Zygmunta, królowej Marii Andegaweńskiej, która ostatecznie dzięki jego staraniom została ocalona.
- 1412 – Medyceusze zostali wskazani jako oficjalni bankierzy papiestwa.
- 1439 – Rozpoczął się sobór florencki.
- 1547 – Iwan IV Groźny jako pierwszy władca rosyjski przyjął tytuł cara.
- 1556 – Cesarz Niemiec i król Hiszpanii Karol V Habsburg abdykował z tronu hiszpańskiego na rzecz swego syna Filipa II.
- 1581 – Angielski parlament zdelegalizował katolicyzm.
- 1605 – Została wydana pierwsza część powieści Don Kichot Miguela de Cervantesa.
- 1707 – Parlament Szkocki ratyfikował Akt Unii, otwierając drogę do utworzenia Wielkiej Brytanii.
- 1712 – Car Piotr I Wielki założył Szkołę Inżynierii Wojskowej w Moskwie (obecnie Wojskowa Akademia Kosmiczna im. A.F. Możajskiego w Petersburgu).
- 1756 – Została podpisana tajna brytyjsko-pruska konwencja westminsterska.
- 1761 – Brytyjczycy zajęli francuskie terytorium Puducherry w Indiach.
- 1780 – W trakcie walk o Gibraltar brytyjska flota odniosła zwycięstwo nad eskadrą hiszpańską w bitwie koło Przylądka Świętego Wincentego.
- 1786 – W Wirginii uchwalono Virginia Statute for Religious Freedom(inne języki).
- 1797 – I koalicja antyfrancuska: zwycięstwo wojsk francuskich nad austriackimi w bitwie pod La Favoritą(inne języki).
- 1809 – Wojna na Półwyspie Iberyjskim: zwycięstwo wojsk francuskich nad brytyjskimi w bitwie pod La Coruną.
- 1839 – Wojska brytyjskie zdobyły zajmowany przez Turków Aden w Jemenie.
- 1847 – Wojna amerykańsko-meksykańska: trzy dni po zdobyciu Los Angeles ppłk John Frémont został mianowany wojskowym gubernatorem Kalifornii.
- 1881 – Na zamku Markree(inne języki) w irlandzkim hrabstwie Sligo zmierzono najniższą temperaturę w historii wyspy (–19,1 °C).
- 1889 – W Cloncurry (Queensland) odnotowano najwyższą temperaturę w historii Australii (+53,3 °C).
- 1896 – Francuski astronom Auguste Charlois odkrył planetoidę (414) Liriope.
- 1906:
  - Eloy Alfaro został po raz drugi prezydentem Ekwadoru.
  - Rozpoczęła się konferencja w Algeciras w sprawie rozwiązania kryzysu marokańskiego.
- 1909 – Członkowie brytyjskiej wyprawy polarnej pod kierownictwem Ernesta Shackletona, Edgeworth David, Douglas Mawson i Leo Cotton, jako pierwsi w historii dotarli do południowego bieguna magnetycznego.
- 1914 – W tureckim Izmirze założono klub piłkarski Altay SK.
- 1917 – Próba zawarcia sojuszu niemiecko-meksykańskiego w I wojnie światowej (Telegram Zimmermanna).
- 1919:
  - Moskiewscy bolszewicy przejęli z Białoruskiej SRR gubernię witebską, mohylewską i smoleńską.
  - Została ratyfikowana wprowadzająca prohibicję 18. poprawka do Konstytucji Stanów Zjednoczonych.
- 1920 – Powołano do życia Radę Ligi Narodów.
- 1925 – W Helsinkach odbyła się konferencja państw nadbałtyckich, podczas której omawiano i uzgadniano wspólną politykę wobec ZSRR.
- 1935 – W La Scali w Mediolanie odbyła się premiera opery Neron Pietra Mascagniego.
- 1937 – Dokonano oblotu francuskiego bombowca Lioré et Olivier LeO 451.
- 1940 – admirał Yonai Mitsumasa(inne języki) został premierem Japonii.
- 1941:
  - Bitwa o Atlantyk: w pobliżu skały Rockall niemiecki U-Boot U-96 zatopił brytyjski statek pasażerski SS „Oropesa”(inne języki). Zginęło 106 pasażerów i członków załogi, 143 osoby uratowano.
  - Została założona Litewska Akademia Nauk.
- 1942:
  - 22 osoby zginęły w katastrofie samolotu Douglas DC-3 pod Las Vegas.
  - U wybrzeży Islandii zatonął polski statek transportowy SS „Wigry”, w wyniku czego zginęło 25 członków załogi, w tym 12 Polaków.
- 1945:
  - We Francji znacjonalizowano zakłady Renault, produkujące samochody osobowe, ciężarowe i maszyny rolnicze.
  - W wyniku alianckiego nalotu na Magdeburg zginęło 16 tys. osób.
- 1947 – Vincent Auriol został prezydentem Francji.
- 1948 – Wojna domowa w Palestynie: arabska milicja działająca ze wsi Artuf zaatakowała żydowski konwój do Jerozolimy, zabijając 35 jego członków.
- 1949 – Şemsettin Günaltay został premierem Turcji.
- 1952:
  - W Meksyku utworzono stan Kalifornia Dolna.
  - Został aresztowany japoński seryjny morderca Genzō Kurita.
- 1954 – René Coty został prezydentem Francji.
- 1956 – W Egipcie na mocy nowej konstytucji islam stał się religią państwową.
- 1957 – Otwarto The Cavern Club w Liverpoolu.
- 1959 – Rozpoczęto produkcję radzieckiej limuzyny GAZ-13 Czajka.
- 1960 – W nocy z 16 na 17 stycznia podczas sztormu w zatoce wyspy Iturup na Kurylach zerwała się z cumy radziecka barka wojskowa T-36 z czterema członkami załogi na pokładzie, których krańcowo wyczerpanych, po 49 dniach dryfowania i przebyciu 1020 mil, odnalazła załoga amerykańskiego śmigłowca wojskowego.
- 1963 – Nicolas Grunitzky został prezydentem Togo.
- 1966 – W Toronto utworzono Komitet Koordynacyjny Białorusinów w Kanadzie.
- 1967 – Na Słowacji utworzono Pieniński Park Narodowy.
- 1968 – W Zambii kwacha zastąpiła funta zambijskiego(inne języki).
- 1969 – Student Jan Palach dokonał samospalenia w proteście przeciw wkroczeniu wojsk Układu Warszawskiego do Czechosłowacji. Zmarł 3 dni później w szpitalu.
- 1970 – Mu’ammar al-Kaddafi został premierem Libii.
- 1971 – Ukazał się debiutancki album amerykańskiej grupy ZZ Top ZZ Top's First Album.
- 1973 – Stacja NBC wyemitowała ostatni odcinek serialu telewizyjnego Bonanza.
- 1975 – Ukazał się album Michaela Jacksona Forever, Michael.
- 1979 – Irańska rewolucja islamska: obalony szach Mohammad Reza Pahlawi uciekł wraz z rodziną do Egiptu.
- 1983 – 47 osób zginęło, a 20 zostało rannych w katastrofie tureckiego Boeinga 727 w Ankarze.
- 1984 – Zhao Ziyang jako pierwszy premier ChRL przybył z wizytą do Kanady.
- 1987:
  - Hu Yaobang został zmuszony do rezygnacji z funkcji sekretarza generalnego Komunistycznej Partii Chin.
  - Prezydent Ekwadoru León Febres Cordero Ribadeneyra został uprowadzony i był przetrzymywany przez kilkanaście godzin przez grupę wojskowych w celu wymuszenia zwolnienia przywódcy wojskowego buntu z 1986 roku.
- 1989 – Podczas demonstracji w 20. rocznicę samospalenia Jana Palacha został aresztowany Václav Havel.
- 1990 – W Bułgarii rozpoczęły się obrady Okrągłego Stołu.
- 1992 – W mieście Meksyk podpisano porozumienie kończące trwającą blisko 20 lat wojnę domową w Salwadorze.
- 2000:
  - Kumba Ialá wygrał w II turze wybory prezydenckie w Gwinei Bissau.
  - Ricardo Lagos został prezydentem Chile.
  - W Grodnie odbyło się ogólnobiałoruskie spotkanie weteranów ruchu narodowowyzwoleńczego, więźniów stalinowskich obozów koncentracyjnych
- 2001 – Został zamordowany prezydent Demokratycznej Republiki Konga Laurent-Désiré Kabila.
- 2005:
  - Urzędujący prezydent Chorwacji Stjepan Mesić został wybrany na drugą kadencję.
  - W wieku 66 lat Rumunka Adriana Iliescu została prawdopodobnie najstarszą matką w historii medycyny.
- 2006 – Ellen Johnson-Sirleaf została prezydentem Liberii.
- 2007:
  - W zamachu bombowym przed uniwersytetem w Bagdadzie zginęło co najmniej 65 osób, a 140 zostało rannych.
  - Znad Atlantyku uderzył na Europę huragan Kyrill.
- 2009 – W wyniku zejścia lawiny śnieżnej na drogę w górach pod Kabulem zginęło 10 osób, uratowano 40, z czego 11 zostało rannych.
- 2010 – Aires Ali został premierem Mozambiku.
- 2011 – Obalony rok wcześniej, oskarżony o defraudację były prezydent Nigru Mamadou Tandja, został z nakazu sądu umieszczony w zakładzie karnym w Kollo.
- 2013 – Wojna domowa w Mali: uzbrojona grupa islamistyczna Zamaskowana Brygada zaatakowała pole gazowe In Amnas w sąsiedniej Algierii, uprowadzając setki osób, w tym wielu cudzoziemców.
- 2015 – Evans Paul został premierem Haiti.
- 2016 – Tsai Ing-wen jako pierwsza kobieta wygrała wybory prezydenckie na Tajwanie.
- 2017 – 39 osób zginęło (4 członków załogi i 35 na ziemi), a 14 (na ziemi) zostało rannych w katastrofie lecącego z Hongkongu do Stambułu należącego do Turkish Airlines samolotu transportowego Boeing 747-400F, do której doszło w czasie podchodzenia do międzylądowania w Porcie lotniczym Biszkek-Manas w Kirgistanie.
- 2020 – Michaił Miszustin został premierem Rosji.
- 2021 – Grupa dziesięciu nepalskich Szerpów dokonała pierwszego zimowego wejścia na ostatni nie zdobyty o tej porze roku ośmiotysięcznik – K2 w paśmie Karakorum.
- 2022 – Dimitar Kowaczewski został premierem Macedonii Północnej.

## Eksploracja kosmosu
- 1969 – Odbył się pierwszy dwuosobowy spacer kosmiczny i pierwsza wymiana załogi na orbicie (Sojuz 4 i Sojuz 5).
- 2003 – W swą ostatnią misję, zakończoną katastrofą i śmiercią siedmioosobowej załogi, wyruszył wahadłowiec Columbia.

## Urodzili się
- 1093 – Izaak Komnen, bizantyński sebastokrator (zm. po 1152)
- 1245 – Edmund Crouchback, książę angielski (zm. 1296)
- 1409 – René I Andegaweński, książę Bar, Lotaryngii i Andegawenii, król Neapolu i Aragonii (zm. 1480)
- 1477 – Johannes Schöner(inne języki), niemiecki geograf, kartograf, astronom (zm. 1547)
- 1501 – Anthony Denny(inne języki), angielski polityk (zm. 1559)
- 1516 – Bayinnaung, król Birmy(inne języki) i jej dominiów (zm. 1581)
- 1585 – (data chrztu) Giovanni Antonio Galli, włoski malarz (zm. 1652)
- 1626 – (data chrztu) Lucas Achtschellinck, flamandzki malarz (zm. 1699)
- 1630 – Har Rai, siódmy sikhijski Guru (zm. 1661)
- 1634 – Dorothe Engelbretsdatter, norweska poetka, pisarka (zm. 1716)
- 1656 – Daniel Josef Mayer, czeski duchowny katolicki, arcybiskup metropolita praski i prymas Czech (zm. 1733)
- 1672 – Francesco Mancini, włoski kompozytor, organista (zm. 1737)
- 1675 – Louis de Rouvroy, francuski arystokrata, dyplomata, wojskowy (zm. 1755)
- 1691 – Peter Scheemakers(inne języki), flamandzki malarz (zm. 1781)
- 1708 – Józef Stanisław Sapieha, polski duchowny katolicki, biskup koadiutor wileński (zm. 1754)
- 1710 – Traugott Gerber, niemiecki lekarz, botanik (zm. 1743)
- 1724:
  - Ignacy Chodźko, polski pisarz, satyryk, tłumacz (zm. 1792)
  - Per Krafft (starszy), szwedzki malarz portrecista (zm. 1793)
- 1728 – Niccolò Piccinni, włoski kompozytor (zm. 1800)
- 1745 – Antonio José Cavanilles(inne języki), hiszpański botanik (zm. 1804)
- 1749 – Vittorio Alfieri, włoski prozaik, poeta (zm. 1803)
- 1766 – Christoph Friedrich von Ammon, niemiecki kaznodzieja, pisarz teologiczny (zm. 1850)
- 1767 – Anders Gustaf Ekeberg, szwedzki chemik (zm. 1813)
- 1778 – Teodoro Lechi(inne języki), włoski generał (zm. 1866)
- 1791:
  - Gustav Adolph Ackermann, niemiecki prawnik (zm. 1872)
  - Henryk Dembiński, polski generał, uczestnik powstania listopadowego (zm. 1864)
- 1792 – Adam, hrabia Wirtembergii, generał Królestwa Polskiego (zm. 1847)
- 1794 – Antoni Oleszczyński, polski grafik, autor miedziorytów i stalorytów (zm. 1879)
- 1795 – Carl Christian Rafn, duński historyk, antykwariusz, tłumacz (zm. 1864)
- 1801 – Ludwik Klucki, polski prawnik, działacz narodowy, burmistrz Cieszyna (zm. 1877)
- 1802 – Friedrich Julius Stahl, niemiecki filozof prawa, prawnik, polityk (zm. 1861)
- 1804 – Karl August Krebs, niemiecki kompozytor, dyrygent (zm. 1880)
- 1811:
  - Jan Dzierżon, polski duchowny katolicki, pszczelarz (zm. 1906)
  - William Alexander Richardson, amerykański polityk, senator (zm. 1875)
- 1813 – Georges Darboy, francuski duchowny katolicki, arcybiskup Paryża (zm. 1871)
- 1814:
  - Josip Mihalović, chorwacki duchowny katolicki, arcybiskup metropolita zagrzebski, kardynał (zm. 1891)
  - František Jaromír Rubeš, czeski prawnik, prozaik, dramaturg, satyryk (zm. 1853)
- 1815 – Henry W. Halleck, amerykański generał, naukowiec, prawnik (zm. 1872)
- 1817 – Ignazio Masotti, włoski kardynał (zm. 1888)
- 1821 – John Cabell Breckinridge, amerykański polityk, wiceprezydent USA (zm. 1875)
- 1825 – George Pickett, amerykański generał konfederacki (zm. 1875)
- 1826 – Romuald Traugutt, polski generał, dyktator powstania styczniowego (zm. 1864)
- 1827:
  - Marcelina Darowska, polska zakonnica, błogosławiona (zm. 1911)
  - Józef Łoski, polski historyk, wydawca, rysownik (zm. 1885)
- 1829:
  - Américo Ferreira dos Santos Silva, portugalski duchowny katolicki, biskup Porto, kardynał (zm. 1899)
  - Włodzimierz Spasowicz, polski prawnik, działacz społeczny, krytyk literacki, publicysta (zm. 1906)
- 1831:
  - Aleksander, książę Lippe (zm. 1905)
  - Hermann Cuno, niemiecki architekt, mistrz budowlany (zm. 1896)
  - Dudley Ryder, brytyjski arystokrata, polityk (zm. 1900)
- 1836:
  - Franciszek II Burbon, król Obojga Sycylii (zm. 1894)
  - Kaoru Inoue, japoński polityk (zm. 1915)
- 1838:
  - Franz Brentano, niemiecki psycholog, socjolog, filozof (zm. 1917)
  - Jan Lam, polski pisarz, satyryk (zm. 1886)
- 1839 – William More Gabb, amerykański paleontolog (zm. 1878)
- 1844:
  - Franz von Neumann, austriacki architekt, polityk (zm. 1905)
  - Ismail Qemali, albański polityk, działacz niepodległościowy (zm. 1919)
  - Paul Singer, niemiecki przedsiębiorca, polityk (zm. 1911)
- 1846:
  - Stanisław Bizański, polski fotograf (zm. 1890)
  - Marceli Zboiński, polski aktor, śpiewak, reżyser teatralny, uczestnik powstania styczniowego (zm. 1896)
- 1847:
  - Svetozár Hurban-Vajanský, słowacki poeta, prozaik, publicysta, krytyk literacki (zm. 1916)
  - Kálmán Mikszáth, węgierski pisarz, polityk, dziennikarz (zm. 1910)
- 1848:
  - Władysław Kaczyński, polski ogrodnik (zm. 1928)
  - Petar Velimirović, serbski inżynier, polityk, premier Serbii (zm. 1911)
- 1849:
  - Eugène Carrière, francuski malarz, grafik (zm. 1906)
  - Władysław Kluger, polski inżynier budowlany, podróżnik (zm. 1884)
- 1851:
  - István Burián, austro-węgierski polityk, dyplomata (zm. 1922)
  - William Hall-Jones, nowozelandzki polityk, premier Nowej Zelandii (zm. 1936)
- 1853:
  - Antoni Danysz, polski historyk kultury, teoretyk wychowania, wykładowca akademicki (zm. 1925)
  - Ian Hamilton, brytyjski generał (zm. 1947)
  - André Michelin, francuski przemysłowiec, wynalazca (zm. 1931)
  - Maksymilian Thullie, polski inżynier, polityk, senator RP (zm. 1939)
- 1854 – Juliusz Karol Ostrowski, polski hrabia, prawnik, historyk, działacz katolicki, kolekcjoner obrazów (zm. 1917)
- 1855 – Eleanor Marx, niemiecka socjalistka, tłumaczka (zm. 1898)
- 1857 – Antonio Herrera Toro, wenezuelski malarz, dziennikarz, krytyk sztuki, pedagog (zm. 1914)
- 1859 – Marceli Harasimowicz, polski malarz (zm. 1935)
- 1861 – Adam Chełmoński, polski lekarz (zm. 1924)
- 1862 – Marceli Gosławski, polski generał brygady (zm. 1934)
- 1863 – Antoni Styła, polski rolnik, działacz ludowy, polityk, samorządowiec (zm. 1933)
- 1866 – Percy Pilcher, brytyjski wynalazca, pionier lotnictwa (zm. 1899)
- 1867 – Wikientij Wieriesajew, rosyjski lekarz, pisarz, krytyk literacki pochodzenia polskiego (zm. 1945)
- 1868 – Armin Leuschner, amerykański astronom pochodzenia niemieckiego (zm. 1953)
- 1870 – Jüri Jaakson, estoński prawnik, polityk, prezydent Estonii (zm. 1942)
- 1871 – Karolina zu Windisch-Grätz, niemiecka arystokratka (zm. 1937)
- 1872 – Paweł Manna, włoski duchowny katolicki, błogosławiony (zm. 1952)
- 1875 – Stanisław Garlicki, polski matematyk, chemik (zm. 1935)
- 1878 – Harry Carey, amerykański aktor (zm. 1947)
- 1879 – John Gillespie, szkocki rugbysta, sędzia sportowy (zm. 1943)
- 1880:
  - Marceli Struszyński, polski chemik, analityk (zm. 1959)
  - Izydor Warszawski, polski przemysłowiec pochodzenia żydowskiego (zm. ?)
- 1881 – Sigurd Agrell, szwedzki poeta, slawista, językoznawca (zm. 1937)
- 1884 – Maria Kandyda od Eucharystii, włoska karmelitanka, błogosławiona (zm. 1949)
- 1885 – Kristian Østervold, norweski żeglarz sportowy (zm. 1960)
- 1886 – Antoni Balcar, polski działacz gospodarczy, narodowy i społeczny, poseł do Sejmu Śląskiego II kadencji (zm. 1961)[4]
- 1887 – John Hamilton(inne języki), amerykański aktor (zm. 1958)
- 1890:
  - Karl Freund, niemiecki operator i reżyser filmowy (zm. 1969)
  - Karl Ioganson, łotewski artysta awangardowy (zm. 1929)
- 1891 – Tadeusz Kasprzycki, polski generał dywizji, polityk, minister spraw wojskowych (zm. 1978)
- 1892 – Antoni Owsionka, polski major łączności, prawnik, uczestnik powstania warszawskiego (zm. 1944)
- 1893 – Henricus Cornelius Rümke, holenderski psychiatra, wykładowca akademicki (zm. 1967)
- 1894:
  - John B. Kennedy, amerykański dziennikarz (zm. 1961)
  - Konrad Mettlich, niemiecki pilot wojskowy, as myśliwski (zm. 1918)
- 1895 – Carl Becker, niemiecki generał (zm. 1966)
- 1897:
  - Gustaw Łowczowski, polski generał brygady (zm. 1984)
  - Eva Gabriele Reichmann, niemiecka historyk, socjolog (zm. 1998)
- 1898 – Aniela Kozłowska, polska botanik, wirusolog (zm. 1981)
- 1899:
  - Stanisław Czernik, polski pisarz (zm. 1969)
  - Marian Metelski, polski kapitan piechoty, skaut, działacz niepodległościowy (zm. 1943)
- 1900:
  - Edith Frank-Holländer, holenderska Żydówka, matka Anne i Margot (zm. 1945)
  - Aleksandra Leszczyńska, polska aktorka (zm. 1986)
  - Władimir Razuwajew, radziecki generał porucznik, dyplomata (zm. 1980)
- 1901:
  - Fulgencio Batista, kubański generał, polityk, prezydent Kuby (zm. 1973)
  - Narve Bonna, norweski skoczek narciarski (zm. 1973)
  - Theodore Heck, amerykański duchowny katolicki, benedyktyn (zm. 2009)
  - Laura Riding, amerykańska poetka, pisarka pochodzenia żydowskiego (zm. 1991)
  - Rösli Streiff, szwajcarska narciarka alpejska (zm. 1997)
  - Artur Svensson, szwedzki lekkoatleta, sprinter (zm. 1984)
  - Frank Zamboni, amerykańsko-włoski wynalazca (zm. 1988)
- 1902:
  - Róża Herman, polska szachistka pochodzenia żydowskiego (zm. 1995)
  - Eric Liddell, szkocki lekkoatleta, sprinter, rugbysta, misjonarz protestancki (zm. 1945)
- 1903:
  - William Grover-Williams, brytyjski kierowca wyścigowy (zm. 1945)
  - Dawid Sze’alti’el, izraelski generał major, dyplomata (zm. 1969)
- 1904:
  - Juliusz Frydrychewicz, polski entomolog, ornitolog, porucznik, żołnierz AK (zm. 1945)
  - Boris Kochno, rosyjski poeta, tancerz, librecista (zm. 1990)
  - Zygmunt Łotocki, polski major, łucznik, pisarz, publicysta (zm. 1940)
  - Åke Wallenquist, szwedzki astronom (zm. 1994)
- 1905:
  - Armand Apell, francuski bokser (zm. 1990)
  - Zygmunt Bończa-Tomaszewski, polski aktor, reżyser, dyrektor teatru (zm. 1976)
  - Leszek Karczewski, polski architekt (zm. 1978)
  - Anna Sakse, łotewska powieściopisarka (zm. 1981)
- 1906:
  - Rużar Briffa, maltański dermatolog, wenerolog, poeta (zm. 1963)
  - Diana Wynyard, brytyjska aktorka (zm. 1964)
- 1907:
  - Alexander Knox, kanadyjski aktor (zm. 1995)
  - Kurt Obitz, mazurski weterynarz, polityk (zm. 1945)
- 1908:
  - Jan Tytus Dołęga-Zakrzewski, polski kapitan, lekarz wojskowy (zm. 1940)
  - Jan Koecher, polski aktor, reżyser filmowy i teatralny (zm. 1981)
  - Ethel Merman, amerykańska aktorka, piosenkarka (zm. 1984)
  - Günther Prien, niemiecki komandor podporucznik (zm. 1941)
- 1909 – Jerzy Paczkowski, polski poeta, satyryk (zm. 1945)
- 1910:
  - Adalberts Bubenko, łotewski lekkoatleta, chodziarz (zm. 1983)
  - Dizzy Dean, amerykański baseballista (zm. 1974)
  - Walter Schellenberg, niemiecki wyższy funkcjonariusz SS, szef Sicherheitsdienst (zm. 1952)
  - Henryk Strąkowski, polski duchowny katolicki, biskup pomocniczy lubelski (zm. 1965)
- 1911:
  - Roger Lapébie, francuski kolarz szosowy (zm. 1996)
  - Włodzimierz Lechowicz, polski polityk, minister aprowizacji i handlu (zm. 1986)
  - Antoni Majak, polski śpiewak operowy (bas), reżyser teatralny, pedagog muzyczny (zm. 1994)
  - Franciszek Nogalski, polski duchowny katolicki, Sługa Boży (zm. 1939)
- 1912 – Willy Kaiser, niemiecki bokser (zm. 1986)
- 1913 – Mirosław Żuławski, polski pisarz, dyplomata (zm. 1995)
- 1914 – Roger Wagner, francuski dyrygent chóralny (zm. 1992)
- 1915:
  - Karl Maramorosch, amerykański wirusolog, entomolog, fitopatolog (zm. 2016)
  - Jan Staszel, polski taternik, przewodnik tatrzański, alpinista, inżynier, poligraf (zm. 2003)
  - Dezső Szentgyörgyi, węgierski pilot wojskowy, as myśliwski (zm. 1971)
- 1916:
  - Raúl Emeal, argentyński piłkarz (zm. 1999)
  - Mieczysław Łoza, polski aktor (zm. 1982)
  - Aleksander Ożarowski, polski farmaceuta, nestor polskiego ziołolecznictwa, popularyzator nauki, wykładowca akademicki (zm. 2011)
  - Robert Snyder, polski reżyser filmów dokumentalnych (zm. 2004)
- 1917:
  - Justin Ahomadégbé-Tomêtin, beniński dentysta, polityk, premier Dahomeju, prezydent Beninu (zm. 2002)
  - Ibrahim Szams, egipski sztangista (zm. 2001)
- 1918:
  - Marcelo González Martín, hiszpański duchowny katolicki, arcybiskup Toledo, prymas Hiszpanii, kardynał (zm. 2004)
  - Stirling Silliphant, amerykański scenarzysta i producent filmowy (zm. 1996)
  - Józef Stebelski, polski generał dywizji (zm. 1977)
- 1919:
  - Dow Milman, izraelski polityk (zm. 2007)
  - Manush Myftiu, albański polityk (zm. 1997)
- 1920:
  - Dorota Friedler, polska tancerka pochodzenia żydowskiego (zm. 1995)
  - Stanisław Gawlikowski, polski szachista, dziennikarz i publicysta szachowy (zm. 1981)
  - Stefan II Ghattas, egipski duchowny katolicki obrządku koptyjskiego, kardynał (zm. 2009)
  - Josep Gonzalvo, hiszpański piłkarz, trener (zm. 1978)
- 1921:
  - Gustaw Budzyński, polski akustyk, wykładowca akademicki, porucznik AK, członek WiN, uczestnik powstania warszawskiego, więzień polityczny (zm. 2018)
  - Janina Klawe, polska tłumaczka, historyk literatury (zm. 2008)
  - Giuseppe Moro, włoski piłkarz, bramkarz (zm. 1974)
  - Francesco Scavullo, amerykański fotograf pochodzenia włoskiego (zm. 2004)
  - George Thomson, brytyjski polityk (zm. 2008)
- 1922:
  - Jean Gaven, francuski aktor (zm. 2014)
  - Klaus Wagner, niemiecki jeździec sportowy (zm. 2001)
- 1923:
  - Zofia Artymowska, polska malarka, graficzka (zm. 1999)
  - Zbigniew Czajkowski, polski publicysta i działacz katolicki (zm. 1998)
  - Antonina Kawecka, polska śpiewaczka operowa (sopran) (zm. 1996)
  - Czesław Maj, polski pisarz (zm. 2011)
- 1924:
  - Wanda Falkowska, polska dziennikarka, felietonistka, reportażystka (zm. 1992)
  - Katy Jurado, meksykańska aktorka (zm. 2002)
- 1925:
  - Anne-Marie Carrière(inne języki), francuska aktorka (zm. 2006)
  - Edward Grabarz, polski żołnierz podziemia antykomunistycznego (zm. 1946)
  - Janusz Szosland, polski włókiennik (zm. 2005)
- 1926 – Omkar Prasad Nayyar, indyjski kompozytor muzyki filmowej (zm. 2007)
- 1927 – Karl-Erik Andersson, szwedzki piłkarz (zm. 2005)
- 1928:
  - Bolesław Idziak, polski aktor (zm. 2015)
  - William Kennedy(inne języki), amerykański pisarz, dziennikarz, historyk
  - Stefan Skowronek, polski historyk, archeolog, filolog klasyczny (zm. 2019)
- 1929:
  - Bruno Belin, chorwacki piłkarz (zm. 1962)
  - Zenon Szulc, polski polityk, poseł na Sejm PRL
- 1930:
  - Clarence Ray Allen, amerykański przestępca (zm. 2006)
  - Edward Duchnowski, polski działacz społeczny (zm. 2010)
  - Wojciech Kuczkowski, polski nauczyciel, instruktor harcerski, prozaik, poeta, reportażysta, ekolog, działacz turystyczny (zm. 2021)
  - Norman Podhoretz, amerykański publicysta, neokonserwatysta pochodzenia żydowskiego
  - Tadeusz Zawistowski, polski duchowny katolicki, biskup łomżyński (zm. 2015)
- 1931:
  - Shuhrat Abbosov, uzbecki reżyser i scenarzysta filmowy (zm. 2018)
  - John Collins, walijski sportowiec (zm. 2017)
  - Johannes Rau, niemiecki polityk, prezydent Niemiec (zm. 2006)
- 1932:
  - Włodzimierz Bielicki, polski aktor, scenograf teatralny (zm. 2012)
  - Raymond Fellay, szwajcarski narciarz alpejski (zm. 1994)
  - Dian Fossey, amerykańska zoolog-prymatolog (zm. 1985)
  - Alain Jessua(inne języki), francuski reżyser filmowy
  - Tadeusz Poklewski-Koziełł, polski archeolog (zm. 2015)
  - Henryk Wojnarowski, polski dyrygent
- 1933:
  - Marian Kwarciński, polski żużlowiec (zm. 2015)
  - Susan Sontag, amerykańska pisarka, obrończyni praw człowieka (zm. 2004)
- 1934 – József Gyuricza, węgierski florecista (zm. 2020)
- 1935:
  - Inger Christensen, duńska pisarka, poetka (zm. 2009)
  - Joachim Grubich, polski organista, pedagog (zm. 2025)
  - Udo Lattek, niemiecki piłkarz, trener (zm. 2015)
  - William Walsh, irlandzki duchowny katolicki, biskup Killaloe (zm. 2025)
- 1936 – Tinus Bosselaar, holenderski piłkarz (zm. 2018)
- 1937:
  - Luiz Bueno, brazylijski kierowca wyścigowy (zm. 2011)
  - Francis George, amerykański duchowny katolicki, arcybiskup Portland i Chicago, kardynał (zm. 2015)
  - Joseph Nye, amerykański politolog, badacz stosunków międzynarodowych (zm. 2025)
- 1938:
  - Jacques Fort, francuski rugbysta (zm. 2018)
  - Stanisław Kiczuk, polski filozof, logik
  - Wojciech Nawrocik, polski fizyk
  - John Richard Paxton, australijski ichtiolog
  - Wanda Sikora, polska polityk, poseł na Sejm RP
  - Jô Soares, brazylijski dziennikarz, autor, komik, prezenter telewizyjny (zm. 2022)
- 1939:
  - Ralph Gibson, amerykański fotografik
  - Lothar Metz, niemiecki zapaśnik (zm. 2021)
  - Roman Micał, polski hokeista na trawie, trener, sędzia (zm. 2021)
  - Wacław Paleta, polski koszykarz, działacz klubowy (zm. 2009)
  - Jean Van Hamme, belgijski pisarz, scenarzysta komiksowy i filmowy
- 1940:
  - Teodoro Bacani, filipiński duchowny katolicki, biskup Novaliches
  - Klemens Kamiński, polski organista, dyrygent, kompozytor (zm. 2012)
  - Hans Leutenegger, szwajcarski bobsleista
  - Franz Müntefering, niemiecki polityk
  - William Studeman, amerykański admirał
  - Zsuzsa Szabó, węgierska lekkoatletka, biegaczka średniodystansowa
- 1941:
  - Marcel Agboton, beniński duchowny katolicki, biskup Kandi i Porto Novo, arcybiskup Kotonu (zm. 2023)
  - Ewa Demarczyk, polska piosenkarka (zm. 2020)
  - Gerard Koel, holenderski kolarz szosowy i torowy
  - Christine Truman, brytyjska tenisistka
  - Carlo Maria Viganò, włoski duchowny katolicki, arcybiskup, dyplomata watykański
- 1942:
  - René Angélil, kanadyjski piosenkarz, menedżer muzyczny (zm. 2016)
  - Nicole Fontaine, francuska polityk, przewodnicząca Parlamentu Europejskiego (zm. 2018)
  - Stanisław Kasperkowiak, polski kontradmirał
- 1943:
  - Brian Ferneyhough, brytyjski kompozytor i pedagog
  - Gregor Henckel-Donnersmarck, austriacki duchowny katolicki, mnich cysterski, opat opactwa Heiligenkreuz (zm. 2025)
  - Mona Seilitz, szwedzka aktorka (zm. 2008)
- 1944:
  - Alicja Baluch, polska polonistka
  - Thomas Fritsch, niemiecki aktor (zm. 2021)
  - Ignacy Walenty Nendza, polski alpinista, grotołaz, przewodnik górski, harcmistrz (zm. 2024)
  - Andrzej Niemczyk, polski siatkarz, trener (zm. 2016)
  - Juan Rodríguez, chilijski piłkarz (zm. 2021)
  - Marilù Tolo(inne języki), włoska aktorka
- 1945:
  - Andrzej Kowalczyk, polski scenograf filmowy
  - Teresa Łoś-Nowak, polska politolog, wykładowczyni akademicka
  - Wim Suurbier, holenderski piłkarz (zm. 2020)
- 1946:
  - Kabir Bedi, indyjski aktor
  - Graham Masterton, brytyjski pisarz
  - Mario Moretti, włoski terrorysta, przywódca Czerwonych Brygad
- 1947:
  - Juliet Berto(inne języki), francuska aktorka (zm. 1990)
  - Thomas Collins, kanadyjski duchowny katolicki, arcybiskup Toronto, kardynał
  - Georgette Mosbacher, amerykańska bizneswoman, polityk, dyplomata
  - Magdalen Nabb, brytyjska pisarka (zm. 2007)
  - Józef Tomasz Pokrzywniak, polski historyk literatury (zm. 2017)
  - Jamie Reid, brytyjski malarz, anarchista (zm. 2023)
  - Stanisław Rusznica, polski nauczyciel, związkowiec, polityk, poseł na Sejm RP
- 1948:
  - John Carpenter, amerykański reżyser filmowy
  - Cliff Thorburn, kanadyjski snookerzysta
  - Bogumił Czubacki, polski polityk, samorządowiec, burmistrz Sochaczewa
- 1949:
  - Marek Konecki, polski fizykochemik, taternik, rysownik satyryczny, autor wierszy i aforyzmów (zm. 2021)
  - Marek Moszczyński, polski samorządowiec, wicemarszałek województwa dolnośląskiego (zm. 2021)
  - Caroline Munro, brytyjska aktorka, modelka
  - Jimmy Young, amerykański bokser (zm. 2005)
- 1950:
  - Debbie Allen, amerykańska aktorka, reżyserka i producentka filmowa
  - József Doncsecz, węgierski zapaśnik
  - Bebeto de Freitas, brazylijski trener siatkarski, działacz sportowy (zm. 2018)
  - Jerzy Greszkiewicz, polski strzelec sportowy
  - Odd Haugen, amerykański trójboista siłowy, kulturysta, strongman, futbolista pochodzenia norweskiego
  - Bob Kulick, amerykański gitarzysta rockowy i metalowy, członek zespołu The Neverland Express (zm. 2020)
  - Andrea Riccardi, włoski historyk, wykładowca akademicki
  - Marina Sidorowa, rosyjska lekkoatletka, sprinterka
  - Damo Suzuki, japoński wokalista, członek zespołu Can (zm. 2024)
- 1951:
  - Weseła Jacinska, bułgarska lekkoatletka, biegaczka średniodystansowa
  - Ramaz Karsziladze, gruziński judoka (zm. 2017)
  - Penisio Lutui, francuski lekkoatleta, oszczepnik
  - Sławomir Maciejowski, polski wioślarz (zm. 2023)
  - Marek Mazur, polski fotograf, konstruktor miniaparatów fotograficznych i obiektywów (zm. 2015)
  - Antoni Norman, polski duchowny starokatolicki, biskup diecezji krakowsko-częstochowskiej Kościoła Polskokatolickiego w RP, działacz ekumeniczny i społeczny
- 1952:
  - Fu’ad II, król Egiptu
  - Piercarlo Ghinzani, włoski kierowca wyścigowy
  - Kazimierz Nowak, polski polityk, poseł na Sejm RP (zm. 1998)
  - Andriej Zubow, rosyjski historyk, religioznawca
- 1953:
  - Zdzisław Antolski, polski poeta (zm. 2023)
  - Elżbieta Kowalewska, polska strzelczyni sportowa (zm. 2012)
  - Władimir Mielenczuk, rosyjski hokeista, trener
  - Wojciech Wysocki, polski aktor
- 1954:
  - Andrzej Jagodziński, polski dziennikarz, publicysta, tłumacz, dyplomata
  - Wolfgang Schmidt, niemiecki lekkoatleta, dyskobol
  - Wasilij Żupikow, rosyjski piłkarz (zm. 2015)
- 1955:
  - Piotr Cieśla, polski piłkarz ręczny
  - António Frasco, portugalski piłkarz
  - Jolanta Januchta, polska lekkoatletka, biegaczka średniodystansowa
  - Klaus-Dieter Kurrat, niemiecki lekkoatleta, sprinter
  - Jerry Linenger, amerykański lekarz wojskowy, astronauta
  - Steve Wooddin, nowozelandzki piłkarz
- 1956:
  - Jacek Bartyzel, polski publicysta, działacz społeczny, wykładowca akademicki
  - Marek Chimiak, polski przedsiębiorca, działacz opozycji antykomunistycznej (zm. 2016)
  - Włodzimierz Dulemba, polski poeta, prozaik, autor tekstów piosenek
  - George Dunlop, północnoirlandzki piłkarz, bramkarz
  - Gerald Henderson, amerykański koszykarz
  - Ryszard Janikowski, polski kaskader
  - Martin Jol, holenderski piłkarz, trener
  - Muhammad Ali Raszwan, egipski judoka
  - Sad ad-Din al-Usmani, marokański polityk, premier Maroka
- 1957:
  - Ricardo Darín, argentyński aktor, scenarzysta i reżyser filmowy
  - Krzysztof Globisz, polski aktor, pedagog
  - Carsten Høi, duński szachista
  - Stanley Tshosane, botswański trener piłkarski (zm. 2025)
- 1958:
  - Andrij Bal, ukraiński piłkarz, trener (zm. 2014)
  - Andris Šķēle, łotewski przedsiębiorca, polityk, premier Łotwy
  - Andrzej Szahaj, polski filozof, wykładowca akademicki
- 1959:
  - Sade Adu, brytyjska piosenkarka pochodzenia nigeryjskiego
  - Jolanta Konopka, polska prezenterka telewizyjna
  - Jill Sobule, amerykańska piosenkarka, autorka tekstów (zm. 2025)
- 1960:
  - Luis de Guindos, hiszpański ekonomista, polityk
  - Aleksandr Troszcziło, białoruski lekkoatleta, sprinter
- 1961:
  - Dirk De Wolf, belgijski kolarz szosowy
  - Olga Gerovasili, grecka polityczka
  - Alain Guellec, francuski duchowny katolicki, biskup pomocniczy Montpellier
  - Beate Habetz, niemiecka kolarka szosowa
  - José Manuel Ochotorena, hiszpański piłkarz
  - Paweł Okoński, polski aktor
  - Paul Raven, brytyjski muzyk rockowy, basista, członek zespołöw: Ministry, Killing Joke, Prong i Godflesh (zm. 2007)
- 1962:
  - Joel Fitzgibbon, australijski polityk
  - Maria Janyska, polska ekonomistka, polityk, poseł na Sejm RP
  - Ryszard Kaja, polski malarz, grafik, scenograf (zm. 2019)
  - Paul Webb, brytyjski basista, członek zespołu Talk Talk
- 1963:
  - Dodë Gjergji, albański duchowny katolicki, biskup Sapë i Prizrenu-Prisztiny
  - Wojciech Malajkat, polski aktor, pedagog
  - James May, brytyjski dziennikarz
  - Agnieszka Zwierko-Wiercioch, polska śpiewaczka operowa (mezzosopran)
  - Igor Żylinski, rosyjski hokeista, trener i działacz hokejowy
- 1964:
  - Anne Berner, fińska menedżer, polityk
  - Tagir Fasachow, kirgiski piłkarz (zm. 1996)
  - Helmut Geuking, niemiecki przedsiębiorca, polityk
  - Steve Penney, północnoirlandzki piłkarz
  - Massimo Pigliucci, włosko-amerykański filozof, biolog
- 1965:
  - Jacek Lang, polski muzyk, członek zespołu One Million Bulgarians
  - Roberto Ruiz Esparza, meksykański piłkarz, polityk
- 1966:
  - Jorge Aguilera, kubański lekkoatleta, sprinter
  - Jurij Bakałow, ukraiński piłkarz, trener
  - Alek Popow, bułgarski pisarz (zm. 2024)
  - Carlos Sousa, portugalski kierowca rajdowy
  - Anthony Washington, amerykański lekkoatleta, dyskobol
- 1967:
  - Fat Mike, amerykański basista, wokalista, członek zespołów NOFX i Me First and the Gimme Gimmes(inne języki)
  - Mitch Fifield, australijski polityk
  - Valentine Kalumba, zambijski duchowny katolicki, biskup Livingstone
  - Radosław Romanik, polski kolarz szosowy
- 1968:
  - Benedykt Aleksijczuk, ukraiński duchowny greckokatolicki obrządku bizantyjsko-ukraińskiego, eparcha Chicago
  - Olga Bończyk, polska aktorka, wokalistka
  - David Chokachi, amerykański aktor
  - Pavel Janáček, czeski krytyk i historyk literatury
  - Wojciech Kobiałko, polski aktor
  - Denis Lemyre, francuski kolarz torowy
  - Atticus Ross, brytyjski muzyk, kompozytor, producent muzyczny
- 1969:
  - Alexander Acosta, amerykański prawnik, polityk pochodzenia kubańskiego
  - Irie Hill, brytyjska lekkoatletka, tyczkarka
  - Roy Jones Jr., amerykański bokser
  - Kornelija Ninowa, bułgarska prawnik, polityk
  - Per Yngve Ohlin, szwedzki wokalista, autor tekstów, członek zespołu Mayhem (zm. 1991)
  - Zhang Liuhong, chińska lekkoatletka, kulomiotka
- 1970:
  - Garth Ennis, irlandzki twórca komiksów
  - Marcos Gueiros, brazylijski kierowca wyścigowy
  - Brian Hoffman, amerykański lutnik, muzyk, kompozytor
  - Vladan Lukić, serbski piłkarz
  - Don MacLean, amerykański koszykarz
  - Rafał Pawlak, polski piłkarz, trener
- 1971:
  - Alicja Bień, polska prawnik, dyplomatka
  - Sergi Bruguera, hiszpański tenisista
  - Josh Evans, amerykański aktor, reżyser, scenarzysta i producent filmowy, kompozytor
  - Ulrich van Gobbel, holenderski piłkarz pochodzenia surinamskiego
  - Michel Kreek, holenderski piłkarz
  - Armando Riveiro, hiszpański piłkarz, bramkarz
- 1972:
  - Jurij Drozdow, rosyjski piłkarz
  - Aldona Fogiel, polska lekkoatletka, płotkarka
  - Salah Hissou, marokański lekkoatleta, długodystansowiec
  - Richard T. Jones, amerykański aktor
  - Alen Peternac, chorwacki piłkarz
  - Zaruhi Postandżian, armeńska polityczka
  - Agnieszka Roguska, polska pedagog, wykładowca akademicki
  - Beata Wyrąbkiewicz, polska aktorka dubbingowa
- 1973:
  - Artur Bodziacki, polski judoka
  - Salvatore Fresi, włoski piłkarz
  - Somluck Kamsing, tajski bokser
  - Emílio Peixe, portugalski piłkarz
  - Paweł Franciszek Roman Sanguszko, brazylijski przedsiębiorca pochodzenia polskiego
- 1974:
  - Mariusz Filipiuk, polski polityk i samorządowiec, starosta bialski
  - Mattias Jonson, szwedzki piłkarz
  - Kate Moss, brytyjska modelka
  - Kati Winkler, niemiecka łyżwiarka figurowa
- 1975:
  - Helena Bohdan(inne języki), polska nauczycielka, dziennikarka, działaczka mniejszości polskiej na Białorusi
  - Julie Ann Emery, amerykańska aktorka
  - Marc Jackson, amerykański koszykarz
  - Eva Repková, słowacka szachistka
  - Karina Szymańska, polska lekkoatletka, biegaczka długodystansowa
- 1976:
  - Jolanta Borawska, polska lekkoatletka, miotaczka
  - Debbie Ferguson-McKenzie, bahamska lekkoatletka, sprinterka
  - Wołodymyr Kołesnyk, ukraiński bokser
  - Martina Moravcová, słowacka pływaczka
  - Iwona Szafulska, polska piłkarka ręczna
- 1977:
  - Athirson, brazylijski piłkarz
  - Artur Hoffman, polski siatkarz, trener
  - Darius Kampa, niemiecki piłkarz, bramkarz pochodzenia polskiego
  - Anna Łopaciuch, polska lekkoatletka, biegaczka średniodystansowa
  - Mirosław Wolszczak, polski judoka
  - Ari’el Ze’ewi, izraelski judoka
- 1978:
  - Maik Petzold, niemiecki triathlonista
  - André Vonarburg, szwajcarski wioślarz
- 1979:
  - Aaliyah, amerykańska piosenkarka, aktorka (zm. 2001)
  - David Ekholm, szwedzki biathlonista
  - Trent Ford, brytyjsko-amerykański aktor, model
  - Robert Gardos, austriacki tenisista stołowy pochodzenia węgierskiego
  - Climax Lawrence, indyjski piłkarz
  - Bernard Makufi, zambijski piłkarz
  - Brenden Morrow, kanadyjski hokeista
  - Petros Pagdatis, cypryjski tenisista
  - Rashawn Ross, amerykański trębacz, aranżer, członek zespołu Dave Matthews Band
  - Giacomo Sintini, włoski siatkarz
- 1980:
  - Lars Bak, duński kolarz szosowy
  - Seydou Keita, malijski piłkarz
  - Lin-Manuel Miranda, amerykański aktor, dramaturg, prozaik, kompozytor, raper
- 1981:
  - Martin Andersson, szwedzki piłkarz
  - Anders Ekström, szwedzki żeglarz sportowy
  - David García, hiszpański piłkarz
  - Karim Ghajji, francuski kick-boxer pochodzenia marokańskiego
  - Matt Godfrey, amerykański bokser
  - Paul Mulders, filipiński piłkarz
  - Vlad Munteanu, rumuński piłkarz
  - Mỹ Tâm, wietnamska piosenkarka, aktorka
  - Yūya Oikawa, japoński łyżwiarz szybki
  - Marta Roure, andorska piosenkarka
  - Christian Sagartz, austriacki samorządowiec, polityk
  - Bobby Zamora, angielski piłkarz pochodzenia trynidadzko-tobagijskiego
  - Lorena Zuleta, kolumbijska siatkarka
- 1982:
  - Artur Bogińczuk, polski żużlowiec
  - Vanessa Boubryemm, francuska zapaśniczka
  - Maurizio Ciaramitaro, włoski piłkarz
  - Jonathan Fabbro, paragwajski piłkarz pochodzenia argentyńskiego
  - Waleriane Gaprindaszwili, gruziński szachista
  - Samuel Preston, brytyjski wokalista, muzyk, członek zespołu The Ordinary Boys(inne języki)
  - Joana Ramos, portugalska judoczka
  - Tuncay Şanlı, turecki piłkarz
  - Sung Yu-chi, tajwański taekwondzista
- 1983:
  - Todd Clever, amerykański rugbysta
  - Helen Gaskell, brytyjska kolarka górska
  - Rafał Grzyb, polski piłkarz
  - Adam Guibourgé-Czetwertyński, polski urzędnik państwowy, dyplomata
  - Marwan Kenzari, holenderski aktor, komik pochodzenia tureckiego
  - Marta Marrero, hiszpańska tenisistka
  - Dube Phiri, zambijski piłkarz
  - Emanuel Pogatetz, austriacki piłkarz
  - Derek Riordan, szkocki piłkarz
  - Andrij Rusoł, ukraiński piłkarz
  - Jan Štokr, czeski siatkarz
- 1984:
  - Craig Beattie, szkocki piłkarz
  - Pierre Boya, kameruński piłkarz
  - Stephan Lichtsteiner, szwajcarski piłkarz
  - Miroslav Radović, serbski piłkarz
- 1985:
  - Daniel Gordon, jamajski piłkarz
  - Nikolas Ledgerwood, kanadyjski piłkarz
  - Renée Felice Smith, amerykańska aktorka
  - Pablo Zabaleta, argentyński piłkarz
- 1986:
  - Aija Andrejeva, łotewska piosenkarka
  - Éva Csernoviczky, węgierska judoczka
  - Marta Domachowska, polska tenisistka
  - Ryūtarō Matsumoto, japoński zapaśnik
  - Petteri Nokelainen, fiński hokeista
  - Paula Pareto, argentyńska judoczka
  - Milan Škoda, czeski piłkarz
  - Mark Trumbo, amerykański baseballista
  - Simeon Williamson, brytyjski lekkoatleta, sprinter pochodzenia jamajskiego
- 1987:
  - Keon Daniel, trynidadzko-tobagijski piłkarz
  - Jake Epstein, kanadyjski aktor
  - Andrij Karpow, ukraiński żużlowiec
  - Floortje Meijners, holenderska siatkarka
  - Park Joo-ho, południowokoreański piłkarz
  - Piotr Żyła, polski skoczek narciarski
- 1988:
  - Nicklas Bendtner, duński piłkarz
  - FKA twigs, brytyjska piosenkarka, tancerka pochodzenia hiszpańsko-jamajskiego
  - Li Xiaoxia, chińska tenisistka stołowa
  - Michaił Siwakou, białoruski piłkarz
  - Jorge Torres Nilo, meksykański piłkarz
- 1989:
  - Kiesza, kanadyjska piosenkarka, tancerka pochodzenia norwesko-szkockiego
  - Jernej Košnjek, słoweński skoczek narciarski
  - Chris Maguire, szkocki piłkarz
  - Franco Noriega, peruwiański pływak, szef kuchni, model
  - Rafał Omelko, polski lekkoatleta, sprinter i płotkarz
  - Romário Pires, brazylijski piłkarz
  - Agnieszka Skobel, polska koszykarka
- 1990:
  - Mario Delaš, chorwacki koszykarz
  - Dennis Kelly, amerykański futbolista
  - Cornel Râpă, rumuński piłkarz
  - Mark Scerri, maltański piłkarz
  - Olha Zemlak, ukraińska lekkoatletka, sprinterka
- 1991:
  - Matt Duchene, kanadyjski hokeista
  - Saskia Hippe, niemiecka siatkarka
  - Jorge Mora, meksykański piłkarz
  - Declan Rudd, angielski piłkarz, bramkarz
  - Patryk Sztabiński, polski akordeonista
- 1992:
  - Marianne Fersola, dominikańska siatkarka
  - Piper Gilles, kanadyjska łyżwiarka figurowa pochodzenia amerykańskiego
  - Maja Keuc, słoweńska piosenkarka
  - Jason Zucker, amerykański hokeista
- 1993:
  - Kemi Adekoya, bahrajńska lekkoatletka, sprinterka i płotkarka pochodzenia nigeryjskiego
  - Hannes Anier, estoński piłkarz
  - Amandine Hesse, francuska tenisistka
  - Alice Nayo, francuska koszykarka
  - Magnus Cort Nielsen, duński kolarz szosowy
- 1994:
  - Toms Kantans, łotewski szachista
  - Mikko Lehtonen, fiński hokeista
  - Fernandy Mendy, piłkarz z Gwinei Bissau
  - Craig Sword, amerykański koszykarz
- 1995:
  - Sam Adekugbe, kanadyjski piłkarz pochodzenia nigeryjskiego
  - Urszula Hofman, polska judoczka
  - Takumi Minamino, japoński piłkarz
  - Patryk Stępiński, polski piłkarz
- 1996:
  - Anastasija Griszyna, rosyjska gimnastyczka sportowa
  - Jennie Kim, południowokoreańska piosenkarka, raperka
  - Sara Vojnić-Purčar, serbska siatkarka
  - Zhou Qi, chiński koszykarz
- 1997:
  - Denys Bałaniuk, ukraiński piłkarz
  - Serhij Czobotenko, ukraiński piłkarz
- 1998:
  - Odsonne Édouard, francuski piłkarz pochodzenia gujańskiego
  - Luis Enrique Nsue, piłkarz z Gwinei Równikowej
  - Oleg Reabciuk, mołdawski piłkarz
- 1999:
  - Facundo Batista, urugwajski piłkarz
  - David Czerapowicz, szwedzki koszykarz
  - Lirim M. Kastrati, kosowski piłkarz
  - Dmitrij Samorukow, rosyjski hokeista
  - Michael Woud, nowozelandzki piłkarz, bramkarz
- 2000 – Andrew Nembhard, kanadyjski koszykarz
- 2001:
  - Maurice Ballerstedt, niemiecki kolarz szosowy
  - David Ochoa, meksykański piłkarz, bramkarz
  - Amir Hosejn Zare, irański zapaśnik
  - Zhao Jiawen, chiński kombinator norweski
- 2003:
  - Zoe Atkin, brytyjska narciarka dowolna
  - Konrad Badacz, polski biathlonista
  - Diana Davis, rosyjska łyżwiarka figurowa
  - Ahmetcan Kaplan, turecki piłkarz
  - Manuel Keliano, angolski piłkarz
  - Alec Segaert, belgijski kolarz szosowy
- 2004:
  - Agustín Giay, argentyński piłkarz
  - Yeferson Moreno, kolumbijski piłkarz
- 2006 – Marcin Maciejczak, polski piosenkarz

## Zmarli
- 309 – Marceli I, papież, święty (ur. ?)
- 399 – Nintoku, cesarz Japonii (ur. 313)
- 484 – Seinei, cesarz Japonii (ur. 444)
- 1105 – Joanna z Balneo, włoska kamedułka, święta (ur. ?)
- 1045 – Aribert (ur. ok. 970)
- 1160 – Herman III Wielki, margrabia Werony i Badenii (ur. ok. 1105)
- 1220 – Męczennicy marokańscy:
  - Adjut, włoski franciszkanin, misjonarz, męczennik, święty (ur. ?)
  - Akursjusz, włoski franciszkanin, misjonarz, męczennik, święty (ur. ?)
  - Berard z Carbio, włoski franciszkanin, subdiakon, misjonarz, męczennik, święty (ur. ?)
  - Otto, włoski franciszkanin, misjonarz, męczennik, święty (ur. ?)
  - Piotr z San Gemini, włoski franciszkanin, misjonarz, męczennik, święty (ur. ?)
- 1263 – Shinran, japoński mnich buddyjski, myśliciel (ur. 1173)
- 1265 – Elżbieta Wrocławska, księżna wielkopolska (ur. 1224–1232)
- 1299 – Ladschin(inne języki), sułtan Egiptu (ur. ?)
- 1354 – Joanna z Châtillon, księżna księżna Aten (ur. ok. 1285)
- 1443 – Gattamelata, włoski kondotier (ur. 1370)
- 1545 – Georg Spalatin, niemiecki duchowny, działacz reformacji (ur. 1484)
- 1547 – Johannes Schöner(inne języki), niemiecki astronom, kartograf (ur. 1477)
- 1554 – Ambrosius Moiban, niemiecki duchowny i teolog luterański (ur. 1494)
- 1592 – Jan Kazimierz Wttelsbach, książę Palatynatu Reńskiego (ur. 1543)
- 1617 – Wolf Dietrich von Raitenau, austriacki duchowny katolicki, książę arcybiskup metropolia Salzburga (ur. 1559)
- 1700 – Antonio Draghi, włoski kompozytor, librecista (ur. 1634)
- 1703 – Erik Dahlbergh, szwedzki hrabia, marszałek polny, urzędnik, dyplomata, historyk, kartograf, inżynier wojskowy (ur. 1625)
- 1710 – Higashiyama, cesarz Japonii (ur. 1675)
- 1711 – Józef Vaz, indyjski duchowny katolicki, misjonarz, błogosławiony (ur. 1651)
- 1738 – Maćij Wjacław Jakula, czeski rzeźbiarz pochodzenia serbołużyckiego (ur. 1655)
- 1741 – Janusz Antoni Wiśniowiecki, polski książę, polityk (ur. 1678)
- 1745 – José Antonio Gutiérrez de Ceballos, hiszpański duchowny katolicki, biskup Córdoby, arcybiskup metropolita limski i prymas Peru (ur. 1682)
- 1747:
  - Barthold Heinrich Brockes, niemiecki poeta (ur. 1680)
  - Carlo Maria Marini, włoski kardynał (ur. 1667)
- 1761 – Antonín Jiránek(inne języki), czeski kompozytor (ur. ok. 1712)
- 1783 – Józef Tadeusz Kierski, polski duchowny katolicki, biskup pomocniczy poznański, biskup przemyski (ur. 1706)
- 1794 – Edward Gibbon, brytyjski historyk, polityk (ur. 1737)
- 1800 – Johann Christian Wiegleb, niemiecki aptekarz, chemik (ur. 1732)
- 1806 – Nicolas Leblanc, francuski lekarz, chemik (ur. 1742)
- 1807 – Laurent Férou, haitański generał, polityk (ur. 1765)
- 1809 – John Moore, brytyjski generał (ur. 1761)
- 1812 – Kajetan Ignacy Kicki, polski duchowny katolicki, arcybiskup metropolita lwowski (ur. ok. 1740)
- 1818 – Franciszek Ksawery Zboiński, polski szlachcic, polityk (ur. 1751)
- 1828 – Charlotte Buff, Niemka, pierwowzór postaci Lotte w powieści Johanna Wolfganga Goethego Cierpienia młodego Wertera (ur. 1753)
- 1833:
  - Nannette Streicher, niemiecka producentka pianin, kompozytorka, pedagog muzyczna, pisarka (ur. 1754)
  - Banastre Tarleton, brytyjski generał, polityk (ur. 1754)
- 1834 – Jean Nicolas Pierre Hachette, francuski matematyk, wykładowca akademicki (ur. 1769)
- 1836 – Joseph Lagrange, francuski generał (ur. 1763)
- 1839 – Józef Mroziński, polski generał brygady, językoznawca (ur. 1784)
- 1841 – Gregor Tarkovič, rusiński duchowny greckokatolicki, eparcha preszowski (ur. 1745)
- 1842 – Thomas Fearnley, norweski malarz (ur. 1802)
- 1849 – Wawrzyniec Mikulski, polski kupiec, inwestor (ur. 1788)
- 1851 – Karl von Müffling, pruski dowódca wojskowy (ur. 1775)
- 1853:
  - Matteo Carcassi, włoski gitarzysta, kompozytor (ur. 1792)
  - Rajner Józef Habsburg, arcyksiążę austriacki (ur. 1783)
  - Franciszek Stanisław Potocki, polski prawnik, polityk (ur. 1788)
- 1855 – Nikołaj Protasow, rosyjski generał kawalerii, oberprokurator Świątobliwego Synodu Rządzącego (ur. 1798)
- 1864:
  - Cheoljong, król Korei (ur. 1831)
  - Anton Schindler, niemiecki dyrygent, pisarz muzyczny (ur. 1795)
- 1867 – Konstancja Łubieńska, polska literatka, publicystka (ur. 1798)
- 1871 – Jacques-Louis Randon, francuski dowódca wojskowy, marszałek Francji, polityk, gubernator Algierii (ur. 1795)
- 1874 – Max Schultze, niemiecki anatom, histolog (ur. 1825)
- 1880:
  - Charles Nègre, francuski malarz, pionier fotografii (ur. 1820)
  - Józef Orłowski, polski architekt (ur. 1819)
- 1885 – Edmond About, francuski pisarz, publicysta (ur. 1828)
- 1886 – Amilcare Ponchielli, włoski kompozytor (ur. 1834)
- 1890 – Louis Ormières, francuski duchowny katolicki, błogosławiony (ur. 1809)
- 1891:
  - Léo Delibes, francuski kompozytor (ur. 1836)
  - Jan Tysiewicz, polski malarz, ilustrator (ur. 1814)
- 1892:
  - Kraft Hohenlohe-Ingelfingen, pruski książę, generał major (ur. 1827)
  - Kōsen Sōon, japoński mistrz zen (ur. 1816)
- 1893 – Jan Kanty Krasicki, polski hrabia, działacz gospodarczy, polityk (ur. 1837)
- 1894 – Nelson Taylor, amerykański generał, polityk (ur. 1821)
- 1896 – Mathew B. Brady, amerykański fotograf (ur. ok. 1822)
- 1897:
  - Paul-Louis Duroziez, francuski lekarz (ur. 1826)
  - Józef Tovini, włoski prawnik, błogosławiony (ur. 1841)
- 1898:
  - Antoine-François Marmontel, francuski pianista, pedagog (ur. 1816)
  - Stanisław Polanowski, polski ziemianin, polityk (ur. 1826)
  - Charles Pelham Villiers, brytyjski polityk (ur. 1902)
- 1901:
  - Arnold Böcklin, szwajcarski malarz (ur. 1827)
  - Hiram Rhodes Revels, amerykański polityk (ur. 1827)
- 1902 – Piotr Skawiński, polski agronom, wynalazca, uczestnik powstania listopadowego, działacz emigracyjny (ur. 1812)
- 1904 – Władysław Turczynowicz-Wyżnikiewicz, polski lekarz weterynarii, epizootiolog, bakteriolog (ur. 1865)
- 1906:
  - Jan Markowski, polski robotnik, zamachowiec (ur. ok. 1899)
  - Johannes Reinelt, niemiecki poeta, prozaik, nauczyciel (ur. 1858)
- 1907 – Emil Rostrup, duński botanik, mykolog, fizjopatolog, wykładowca akademicki (ur. 1831)
- 1908:
  - Friedrich August Körnicke, niemiecki agronom, botanik, wykładowca akademicki (ur. 1828)
  - Margaret Jane Mussey Sweat, amerykańska poetka (ur. 1823)
- 1910 – Henryk Cichowski, polski inżynier (ur. 1851)
- 1911 – Józef Czerlunczakiewicz, polski duchowny i teolog greckokatolicki, dogmatyk, wykładowca akademicki (ur. 1829)
- 1912:
  - Georg Heym, niemiecki pisarz (ur. 1887)
  - Louis-André Navarre, francuski duchowny katolicki, arcybiskup, wikariusz apostolski Melanezji i Nowej Gwinei (ur. 1836)
- 1913 – Oscar Sherman Gifford, amerykański prawnik, polityk (ur. 1842)
- 1915:
  - Pierre Gaspard, francuski przewodnik górski (ur. 1834)
  - Stanisław Jan Kanty Stadnicki, polski ziemianin, polityk (ur. 1848)
- 1916:
  - Joanna María Condesa Lluch, hiszpańska zakonnica, błogosławiona (ur. 1862)
  - Arnold Morley, brytyjski polityk (ur. 1849)
- 1917 – George Dewey, amerykański admirał (ur. 1837)
- 1922 – Henri Brocard, francuski meteorolog, matematyk (ur. 1845)
- 1925 – Aleksiej Kuropatkin, rosyjski generał, polityk (ur. 1848)
- 1927 – Jovan Cvijić, serbski geograf (ur. 1865)
- 1928:
  - Bernard III, ostatni książę panujący w Saksonii-Meiningen i Hildburghausen (ur. 1851)
  - Heinrich Sachs, niemiecki lekarz neurolog, wykładowca akademicki pochodzenia żydowskiego (ur. 1863)
  - Anastasija Wierbicka, rosyjska pisarka, dziennikarka (ur. 1861)
  - Jorģis Zemitāns, łotewski pułkownik (ur. 1873)
- 1929 – Josef Deitmer, niemiecki duchowny katolicki, biskup pomocniczy wrocławski (ur. 1865)
- 1931 – Stanisław Puchalski, polski hrabia, marszałek polny porucznik cesarskiej i królewskiej Armii, komendant Legionów Polskich, generał (ur. 1867)
- 1933 – John Burt, nowozelandzki rugbysta (ur. 1874)
- 1934 – Helena Paderewska, polska działaczka społeczna, żona Ignacego Jana (ur. 1856)
- 1935:
  - Arizona Barker, amerykańska przestępczyni (ur. 1873)
  - Ludwig Bernhard, niemiecki ekonomista, wykładowca akademicki pochodzenia żydowskiego (ur. 1875)
  - Alicja Burbon-Parmeńska, wielka księżna Toskanii (ur. 1849)
  - Richard Wetz, niemiecki kompozytor, dyrygent, teoretyk muzyki (ur. 1875)
- 1936:
  - Oskar Barnack, niemiecki konstruktor aparatów fotograficznych (ur. 1879)
  - Albert Fish, amerykański seryjny morderca, kanibal, pedofil (ur. 1870)
  - Masud Minhas, indyjski hokeista na trawie (ur. 1911)
- 1937 – Edward Wilczyński, polski inżynier chemik, tytularny podpułkownik kawalerii, działacz niepodległościowy (ur. 1884)
- 1938
  - Paul Enderling(inne języki), niemiecki poeta (ur. 1880)
  - Christofor Szaraborin, radziecki polityk (ur. 1904)
- 1939 – William O’Connor, amerykański szermierz (ur. 1864)
- 1940:
  - Teodora Raczkowska, polska nauczycielka, właścicielka żeńskiej szkoły handlowej (ur. 1850)
  - Adam Rożański, polski inżynier, wykładowca akademicki (ur. 1874)
- 1941 – Archibald Gordon Macdonell, brytyjski porucznik, dziennikarz, pisarz (ur. 1895)
- 1942:
  - Artur, książę Connaught i Strathearn, członek brytyjskiej rodziny królewskiej, marszałek polny, gubernator generalny Kanady (ur. 1850)
  - Carole Lombard, amerykańska aktorka (ur. 1908)
- 1943 – Wincenty Rapacki (młodszy), polski aktor, śpiewak, autor tekstów piosenek (ur. 1865)
- 1945:
  - Zoltán Brüll, węgierski taternik, lekarz (ur. 1905)
  - Róża Etkin-Moszkowska, polska pianistka, pedagog pochodzenia żydowskiego (ur. 1908)
  - Jan Foremniak, polski działacz komunistyczny, żołnierz AL (ur. 1910)
  - Ryszard Moszkowski, polski rzeźbiarz pochodzenia żydowskiego (ur. 1906)
  - Lew Sztejnberg, rosyjski kompozytor, dyrygent (ur. 1870)
- 1947:
  - Henryk Gąsiorowski, polski fotografik, krajoznawca (ur. 1878)
  - Czesław Kędzierski, polski literat, dziennikarz (ur. 1881)
- 1948:
  - Max Löwy, czeski psychiatra, wykładowca akademicki pochodzenia żydowskiego (ur. 1875)
  - Andrew Ramsay Don-Wauchope, szkocki rugbysta, krykiecista, działacz i sędzia sportowy (ur. 1861)
  - Voldemārs Zāmuels, łotewski prawnik, sędzia, polityk, premier Łotwy (ur. 1872)
- 1949 – Wasilij Diegtiariow, radziecki generał major, konstruktor broni strzeleckiej (ur. 1880)
- 1950 – Gustav Krupp von Bohlen und Halbach, niemiecki przemysłowiec (ur. 1870)
- 1951:
  - Edith Hannam, brytyjska tenisistka (ur. 1878)
  - Ndoc Nikaj, albański jezuita, pisarz, wydawca (ur. 1864)
  - Guus Schilling, holenderski kolarz torowy (ur. 1876)
- 1953 – Artur Śliwiński, polski historyk, publicysta, polityk, członek Tymczasowej Rady Stanu Królestwa Polskiego, premier RP (ur. 1877)
- 1954 – Michaił Priszwin, rosyjski pisarz (ur. 1873)
- 1955 – Asbjørn Halvorsen, norweski piłkarz, trener (ur. 1898)
- 1957:
  - Aleksander Cambridge, członek brytyjskiej rodziny królewskiej, polityk (ur. 1874)
  - Arturo Toscanini, włoski dyrygent (ur. 1867)
- 1960 – Arthur Darby, brytyjski rugbysta (ur. 1876)
- 1962:
  - Richard Tawney, brytyjski historyk, socjalista (ur. 1880)
  - Konrad Winkler, polski szermierz, malarz, krytyk i teoretyk sztuki (ur. 1882)
- 1963 – Stefania Łobaczewska, polska muzykolog, pedagog (ur. 1888)
- 1964:
  - Jan Janowicz, polski chirurg, urolog (ur. 1893)
  - Cyril Porter, brytyjski lekkoatleta, długodystansowiec (ur. 1890)
- 1966:
  - Franciszek Chytry, polski brat pallotyński, redaktor pism katolickich (ur. 1887)
  - Courtney Hodges, amerykański generał (ur. 1887)
  - Mieczysław Pawełko, polski rzeźbiarz, wykładowca akademicki (ur. 1908)
  - Hans Peters, niemiecki prawnik, politolog, wykładowca akademick działacz antynazistowski, polityk (ur. 1896)
- 1967:
  - John David Hubaldus Lehman, holenderski duchowny katolicki, sercanin biały, misjonarz, prefekt i wikariusz apostolski Wysp Cooka (ur. 1887)
  - Marie Majerová, czeska pisarka, dziennikarka, działaczka komunistyczna (ur. 1882)
  - Iwan Mieszczaninow, rosyjski językoznawca, archeolog, wykładowca akademicki (ur. 1883)
  - Robert J. Van de Graaff, amerykański fizyk, konstruktor, wykładowca akademicki (ur. 1901)
- 1968 – Panajotis Pulitsas, grecki prawnik, polityk, premier Grecji, przewodniczący Rady Państwa (ur. 1881)
- 1969:
  - Vernon Duke, amerykański kompozytor pochodzenia białoruskiego (ur. 1903)
  - Petras Klimas, litewski historyk, dyplomata (ur. 1891)
- 1971:
  - Bunny Abbott, nowozelandzki rugbysta (ur. 1882)
  - Wiktor Baranek, polski urzędnik, działacz narodowy, uczestnik powstań śląskich (ur. 1890)
  - Philippe Thys, belgijski kolarz szosowy (ur. 1890)
- 1972:
  - Duke Keats, kanadyjski hokeista, trener (ur. 1895)
  - Irène Tunc, francuska aktorka, modelka (ur. 1935)
- 1974 – Kuźma Trubnikow, radziecki generał major (ur. 1888)
- 1975:
  - Wiktor Deptuła, polski artysta ludowy, bursztynnik (ur. 1908)
  - Jan Kazimierz Dorawski, polski lekarz, rentgenolog, wspinacz (ur. 1899)
  - Boris Nabokow, rosyjski piłkarz, bramkarz, trener (ur. 1912)
  - Eugenia Podborówna, polska aktorka (ur. 1897)
- 1976:
  - Gleb Bakłanow, radziecki generał pułkownik, polityk, działacz sportowy (ur. 1910)
  - Henryk Klejne, polski kompozytor, dyrygent (ur. 1919)
- 1977:
  - Siergiej Ługanski, radziecki pilot wojskowy, as myśliwski (ur. 1918)
  - Leif Panduro, duński pisarz (ur. 1923)
- 1978:
  - Jean Gounot, francuski gimnastyk (ur. 1894)
  - Heaton Wrenn, amerykański rugbysta, prawnik (ur. 1900)
- 1979 – Peter Butterworth, brytyjski aktor, komik (ur. 1919)
- 1980 – Tadeusz Szczepański, polski robotnik (ur. 1960)
- 1981:
  - Bernard Lee, brytyjski aktor (ur. 1908)
  - Italo Zamberletti, włoski piłkarz, bramkarz, trener (ur. 1904)
- 1982:
  - Ramón J. Sender, hiszpański dziennikarz, pisarz (ur. 1901)
  - Aleksandr Szabalin, radziecki kontradmirał (ur. 1914)
  - Jan Tokarski, polski językoznawca, wykładowca akademicki (ur. 1909)
- 1983:
  - Mieczysław Glanowski, polski inżynier górnik, polityk, minister górnictwa (ur. 1929)
  - Janina Jentys-Szaferowa, polska botanik, wykładowczyni akademicka (ur. 1895)
- 1984:
  - Nikołaj Janienko, rosyjski matematyk, mechanik, wykładowca akademicki (ur. 1921)
  - Józef Nowak, polski aktor (ur. 1925)
- 1985:
  - Robert Stuart Fitzgerald, amerykański poeta, krytyk literacki, tłumacz (ur. 1910)
  - Mieczysław Kofta, polski prawnik, dyrektor rozgłośni radiowych pochodzenia żydowskiego (ur. 1914)
  - Stanisław Nowakowski, polski pedagog, harcmistrz (ur. 1899)
  - Árpád Szenes, węgierski malarz pochodzenia żydowskiego (ur. 1897)
- 1986:
  - Stjepan Šulek, chorwacki kompozytor, dyrygent, skrzypek (ur. 1914)
  - Marian Wieczysty, polski tancerz, pedagog (ur. 1902)
- 1987 – Józef Guterman, polski pułkownik (ur. 1912)
- 1988:
  - Andrija Artuković, chorwacki polityk, zbrodniarz nazistowski (ur. 1899)
  - Ballard Berkeley(inne języki), brytyjski aktor (ur. 1904)
  - William Albert Robinson, amerykański żeglarz, pedagog (ur. 1902)
- 1989:
  - Pierre Boileau(inne języki), francuski pisarz (ur. 1906)
  - Jan Kielanowski, polski zootechnik, działacz opozycji antykomunistycznej (ur. 1910)
- 1990:
  - Jean Saint-Fort Paillard, francuski jeździec sportowy (ur. 1913)
  - Stanisław Wojdanowicz, polski inżynier drogownictwa, wykładowca akademicki (ur. 1925)
- 1991:
  - Preston Cloud, amerykański paleontolog, biogeolog, wykładowca akademicki (ur. 1912)
  - Andrzej Mikołajczyk, polski archeolog, muzealnik (ur. 1948)
- 1992 – Wojciech Kubik, polski saneczkarz (ur. 1953)
- 1993:
  - Jan Gurda, polski duchowny katolicki, biskup pomocniczy kielecki (ur. 1920)
  - Jón Páll Sigmarsson, islandzki sztangista, trójboista siłowy, kulturysta (ur. 1960)
- 1994 – Wacław Szubert, polski ekonomista, prawnik, wykładowca akademicki (ur. 1912)
- 1995 – Hélène Langevin, francuska polityk, uczestniczka ruchu oporu (ur. 1909)
- 1996:
  - Nikołaj Glebow, rosyjski piłkarz, trener (ur. 1909)
  - Jan Kozłowski, polski działacz opozycji antykomunistycznej, polityk, senator RP (ur. 1929)
  - Kurt Svanström, szwedzki piłkarz (ur. 1915)
- 1997:
  - Janusz Dembski, polski bibliotekarz, historyk, animator kultury (ur. 1929)
  - Erik Källström, szwedzki piłkarz (ur. 1908)
  - Antoni Karużas, polski pianista, reżyser muzyczny, pionier reżyserii dźwięku (ur. 1911)
  - Juan Landázuri Ricketts, peruwiański duchowny katolicki, arcybiskup metropolita Limy i prymas Peru (ur. 1913)
- 1998 – Hans Grünberg, niemiecki pilot wojskowy, as myśliwski (ur. 1917)
- 1999:
  - Oscar Cullmann, francuski teolog luterański (ur. 1902)
  - Masako Ōya, japońska piosenkarka, pisarka, prezenterka telewizyjna (ur. 1920)
- 2000 – Chhean Vam, kambodżański polityk, premier Kambodży (ur. 1916)
- 2001:
  - Laurent-Désiré Kabila, kongijski polityk, prezydent Demokratycznej Republiki Konga (ur. 1939)
  - Wanda Piłsudska, polska psychiatra, działaczka emigracyjna, córka Józefa (ur. 1918)
  - Auberon Waugh(inne języki), brytyjski pisarz (ur. 1939)
- 2002:
  - Józef Bieniek, polski kapitan, żołnierz AK i BCh, poeta (ur. 1911)
  - Henry E. Erwin, amerykański żołnierz (ur. 1921)
  - Bobo Olson, amerykański bokser (ur. 1928)
  - Henryk Szarski, polski biolog, ewolucjonista (ur. 1912)
  - Ron Taylor(inne języki), amerykański aktor (ur. 1952)
- 2003:
  - Henryk Czyż, polski kompozytor, dyrygent, pedagog, pisarz (ur. 1923)
  - Alfred Kantor, czeski malarz pochodzenia żydowskiego (ur. 1923)
  - Richard Wainwright, brytyjski polityk (ur. 1918)
- 2004:
  - Kalevi Sorsa, fiński polityk, premier Finlandii (ur. 1930)
  - Stanisław Świerk, polski trener piłkarski (ur. 1935)
  - Andrzej Wasiak, polski historyk (ur. 1939)
- 2005:
  - Agustín González, hiszpański aktor (ur. 1930)
  - Jerzy Pławczyk, polski wszechstronny lekkoatleta (ur. 1911)
  - Arvi Tervalampi, fiński jeździec sportowy (ur. 1928)
- 2006:
  - Anatolij Kuklin, rosyjski pułkownik lotnictwa, kosmonauta (ur. 1932)
  - Jan Mark, brytyjska autorka literatury dziecięcej i młodzieżowej (ur. 1943)
- 2007:
  - Rudolf August Oetker, niemiecki przedsiębiorca (ur. 1916)
  - Jerzy Schönborn, polski krytyk filmowy, publicysta, animator kultury (ur. 1932)
  - Jurij Sztern, izraelski polityk (ur. 1949)
  - David Vanole, amerykański piłkarz (ur. 1963)
- 2008:
  - Elżbieta Góralczyk, polska aktorka (ur. 1950)
  - Nikoła Klusew, macedoński polityk, premier Macedonii (ur. 1927)
  - Adam Krzysztofiak, polski skoczek narciarski (ur. 1951)
  - Pierre Lambert, francuski polityk (ur. 1920)
  - Marcin Małecki, polski pianista jazzowy, kompozytor (ur. 1964)
  - Włodzimierz Szczęsny, polski przedsiębiorca, wspinacz, żeglarz, podróżnik (ur. 1955)
  - Zdislav Tabara, czeski hokeista, trener (ur. 1958)
- 2009:
  - Edmund Kajdasz, polski kompozytor, dyrygent chórów (ur. 1924)
  - Andrew Wyeth, amerykański malarz (ur. 1917)
- 2010 – Carl Smith, amerykański muzyk i piosenkarz country (ur. 1927)
- 2011:
  - Stefka Jordanowa, bułgarska lekkoatletka, sprinterka i biegaczka średniodystansowa (ur. 1947)
  - Alcides Silveira, urugwajski piłkarz (ur. 1938)
- 2012:
  - Pierre Goubert, francuski historyk (ur. 1915)
  - Tadeusz Grabowski, polski aktor (ur. 1924)
  - Uładzimir Żbanau, białoruski rzeźbiarz (ur. 1954)
  - Jimmy Castor, amerykański kompozytor (ur. 1940)
- 2013:
  - Noé Hernández, meksykański lekkoatleta, chodziarz (ur. 1978)
  - Samson Kimobwa, kenijski lekkoatleta, długodystansowiec (ur. 1955)
  - Jewdokija Miekszyło, rosyjska biegaczka narciarska (ur. 1931)
  - Perrette Pradier, francuska aktorka (ur. 1938)
  - Asłan Usojan, rosyjski gangster (ur. 1937)
- 2014:
  - Russell Johnson, amerykański aktor (ur. 1924)
  - Hirō Onoda, japoński porucznik (ur. 1922)
  - José Sulaimán, meksykański działacz sportowy (ur. 1931)
- 2015:
  - Juan Aguilar, argentyński bokser (ur. 1943)
  - Miriam Akavia, izraelska pisarka (ur. 1927)
  - Andrzej Babiński, polski dziennikarz (ur. 1934)
  - Ray Lumpp, amerykański koszykarz (ur. 1923)
  - Yao Beina, chińska piosenkarka (ur. 1981)
- 2016:
  - Kazimierz Kąkol, polski podporucznik, ekonomista, publicysta, polityk, minister-kierownik Urzędu do Spraw Wyznań (ur. 1920)
  - Georgie Lamon, szwajcarski pisarz, polityk (ur. 1934)
  - Jean-Noël Rey, szwajcarski polityk (ur. 1949)
  - Ryszard Suwalski, polski inżynier kolejnictwa (ur. 1938)
- 2017:
  - Eugene Cernan, amerykański astronauta (ur. 1934)
  - Tomasz Kalita, polski polityk (ur. 1979)
  - Leszek Mizieliński, polski polityk, samorządowiec, wojewoda mazowiecki (ur. 1954)
  - Józef Tomasz Pokrzywniak, polski historyk literatury (ur. 1947)
- 2018:
  - Bradford Dillman, amerykański aktor (ur. 1930)
  - Dave Holland, brytyjski perkusista, członek zespołów Judas Priest i Trapeze (ur. 1948)
  - Oliver Ivanović, kosowski polityk (ur. 1953)
  - Eugeniusz Juretzko, polski duchowny katolicki, oblat, biskup Yokadouma w Kamerunie (ur. 1939)
  - Wilhelm Melliger, szwajcarski jeździec sportowy (ur. 1953)
  - Jo Jo White, amerykański koszykarz (ur. 1946)
- 2019:
  - Lorna Doom, amerykańska gitarzystka basowa, członkini zespołu The Germs (ur. 1958)
  - Jan Lempkowski, polski fizyk, autor pamiętników, publicysta, działacz kombatancki (ur. 1923)
- 2020:
  - Xhevdet Ferri, albański aktor (ur. 1960)
  - Harry G. Haskell, amerykański polityk (ur. 1921)
  - Alfred Krzystyniak, polski żużlowiec (ur. 1958)
  - Tadeusz Olszewski, polski poeta, krytyk literacki, dziennikarz, podróżnik (ur. 1941)
  - Efraín Sánchez, kolumbijski piłkarz, bramkarz, trener (ur. 1926)
- 2021:
  - Juan Carlos Copes, argentyński tancerz, choreograf (ur. 1931)
  - Phil Spector, amerykański producent muzyczny (ur. 1939)
- 2022:
  - Ibrahim Boubacar Keïta, malijski historyk, polityk, premier i prezydent Mali (ur. 1945)
  - Karmela Koren, izraelska piosenkarka (ur. 1938)
  - Charles McGee, amerykański generał brygady lotnictwa (ur. 1919)
  - Andrei Mudrea, mołdawski malarz, rzeźbiarz, grafik (ur. 1954)
  - Barbara Maria Sierakowska, polska filolog, poetka, pisarka (ur. 1935)
- 2023:
  - Luisa Josefina Hernández, meksykańska pisarka (ur. 1928)
  - Humphry Knipe, południowoafrykański pisarz, scenarzysta filmowy (ur. 1941)
  - Gina Lollobrigida, włoska aktorka (ur. 1927)
  - Włodzimierz Milcarz, polski inżynier hutnik, samorządowiec, prezydent Ostrowca Świętokrzyskiego (ur. 1938)
- 2024:
  - Ottavio Dazzan, włoski kolarz torowy (ur. 1958)
  - David Gail, amerykański aktor (ur. 1965)
  - Milan Nenadić, serbski zapaśnik (ur. 1943)
  - Peter Schickele, amerykański kompozytor (ur. 1935)
  - Sergio Sebastiani, włoski duchowny katolicki, przewodniczący Prefektury Ekonomicznych Spraw Stolicy Apostolskiej, kardynał (ur. 1931)
  - Ajit Singh Gill, singapurski hokeista na trawie (ur. 1928)
  - Vaino Väljas, estoński historyk, polityk komunistyczny, dyplomata (ur. 1931)
- 2025:
  - Harry Bild, szwedzki piłkarz (ur. 1936)
  - Sabah Bizi, albański piłkarz, trener (ur. 1946)
  - Jacques Guittet, francuski szpadzista, florecista (ur. 1930)
  - Joan Plowright, brytyjska aktorka (ur. 1929)